# Freeport (Bahamas)
Pour les articles homonymes, voir Freeport.
Freeport est une ville des Bahamas, située sur l'île de Grand Bahama. C'est aussi un port franc. La ville est peuplée d'environ 45 945 personnes. Conçue comme centre administratif et commercial de l'île, elle possède son propre quartier des affaires : Churchill Square.

## Histoire
En 1955, Wallace Groves, un homme d'affaires américain de Virginie obtint une concession de 200 km2 sur une zone de marais et de garrigue de l'île de la part du gouvernement bahaméen afin d'y développer le tourisme et l'investissement. Afin d'attirer les investisseurs, l'accord prévoyait une exonération d'impôts pendant 30 ans (qui sera repoussée plus tard de 1985 à 2054). C'est sur cette concession que fut bâtie la ville de Freeport qui prospéra jusqu'à être la deuxième ville la plus peuplée des Bahamas après la capitale, Nassau.

## Port Franc
Le port franc est exploité par la Grand Bahama Port Authority (GBPA). Un accord, le Hawksbill Creek Agreement, avec le gouvernement bahaméen qui date de 1955, stipule que les entreprises de Freeport ne paieront aucun impôt avant 2054. La taille de la zone franche a été également étendue à 558 km2.
Le port de Freeport est accessible aux plus grands navires, et possède un terminal à conteneur. Le port dispose également d'un terminal pour les navires de croisière, un port de récipient, d'une marina privée et d'un service d'entretien des bateaux.

## Tourisme
Le tourisme constitue également un important secteur d'activité pour la ville, puisque Freeport reçoit environ un million de visiteurs par an. La plupart des touristes vont dans la périphérie de la cité, à Lucaya, site précolombien de l'île de Grand Bahama.
La ville est desservie par l'aéroport international de Grand Bahama et reçoit près de 50 000 vols par an.

## District
City of Freeport est l'un des 32 districts des Bahamas. Il porte le numéro 9 sur la carte.

## Sources
- Statoids.com
- Citypopulation.de
- Office de tourisme des Bahamas - Histoire de Freeport